# Colobostema obscuritarse
Colobostema obscuritarse is een muggensoort uit de familie van de Scatopsidae. De wetenschappelijke naam van de soort is voor het eerst geldig gepubliceerd in 1898 door Strobl.